# Gay Games VII
Gay Games VII è un album collettivo prodotto da Chuck Panozzo, pubblicato nel settembre del 2006, grazie alla partecipazione di vari artisti, tra cui Heather Small, Kristine W,  e Jody Watley, volti a sostenere i diritti dei soggetti omosessuali.
Alcuni brani presenti vennero inoltre usati come introduzione alla settima edizione dei Gay Games, avvenuta nel 2006. 
Alcuni dei brani sono inediti, altri sono remake di vecchie canzoni degli esecutori stessi.

## Tracce
Lato A
1. Proud – 13:11
2. I'll Be Your Right – 3:40 (Paul Frank)
3. Whenever – 4:53 (Mark Gaddis)
4. I Was Born This Way – 3:13
5. It Girl – 4:49
6. If You Were Gay – 4:00
7. Proud – 13:11
8. Face of Victory – 3:40 (Chuck Panozzo)
9. Freak It – 4:53
10. I Was Born This Way – 3:13
11. Time of Your Life – 4:49

## Formazione
- Chuck Panozzo, basso, chitarra, voce
- Heather Small, voce
- Kristine W, voce
- Jody Watley, voce
- Rick Lyon, chitarra
- Gerry De Veaux, voce